# Кеддерли
Кеддерли Бонадюс (англ. Cadderly Bonaduce), Кеддерли из Кэррадуна — клерик бога Денейра, главный персонаж фэнтезийной книжной серии «Клерик» писателя Роберта Сальваторе о вымышленной вселенной Forgotten Realms. Впоследствии неоднократно фигурировал в книгах серий о Дриззте, о Джарлаксле и Энтрери в качестве второстепенного персонажа.
Среди постоянных спутников Кеддерли — его возлюбленная Даника, мастер боевых искусств, а также братья-гномы Айвен и Пайкел Валуноплечие.

## Создание персонажа
По первоначальному замыслу Роберта Сальваторе, главный герой серии должен был стать монахом, мастером рукопашного боя из монастыря в Bloodstone Lands. Но из-за изменений в правилах AD&D второй редакции, редакторы TSR потребовали поменять класс главного героя на клерика, несмотря на неудовольствие автора. Персонаж-монах в книге сохранился в качестве спутника Кеддерли: это его возлюбленная Даника.
Сальваторе прежде никогда не играл за персонажей-клериков, и представлял себе их исключительно как целителей. Для написания «Клерика» ему пришлось глубже изучить особенности этого класса. В описании Кеддерли автор попытался выразить свои представления о духовном взрослении человека и его пути к богу.
Кеддерли не снискал такой популярности, как Дриззт До'Урден, и сага о нём ограничилась пятью книгами, составляющими квинтет «Клерик». По многочисленным требованиям читателей и редакторов, Сальваторе переключился снова на книги о тёмном эльфе, поэтому «Клерик» не получил продолжения. Кеддерли и прочие персонажи «Клерика» перешли в сагу о тёмном эльфе в качестве вспомогательных персонажей.

## Личность и внешность
Кеддерли — молодой учёный и послушник ордена священников Денейра, бога знаний и поэзии. В начале это наивный молодой человек, «книжный червь», которого отталкивает и пугает насилие — даже совершенное его собственными руками. Однако, будучи наделён чувством долга и тягой к справедливости, юный клерик иногда вступает в бой, защищая своих друзей. В бою он, как правило, применяет арбалет со взрывчатыми стрелами и клерикальную магию.
Внешне Кеддерли выглядит как высокий, светловолосый молодой человек с мальчишеским лицом. Отдав свои жизненные силы для постройки Храма Парящего Духа, он превратился в старика, но в течение следующих лет «старел задом наперед» и к тридцати годам вернулся к своему настоящему возрасту. В данный момент, Кеддерли — один из самых могущественных клериков Королевств.

## Биография
Кеддерли — сирота из Кэррадуна. Его родители, как он считал, умерли, и он был воспитан священниками из Библиотеки Наставников, орденами Денейра и Огмы. Как позже выяснилось, отец Кеддерли, маг Абаллистер Бонадюс, жив, и руководит тайным орденом поклонников Талоны, Богини Яда. До двадцати лет Кеддерли спокойно жил в Библиотеке среди друзей и учителей, наслаждаясь жизнью и романом с монашкой Даникой, мастером боевых искусств. Однако в 1361 году на Библиотеку напал тёмный жрец Барджин, управлявший Проклятием Хаоса и ордами мертвецов. Кеддерли боролся с мертвецами, и случайным выстрелом убил Барджина.
Убийство, совершённое его собственными руками, тяжело травмировало душу юноши. Он раскаивался в нём, убитый жрец мерещился ему повсюду. Наставники отправили его и Данику в Шильмисту на помощь принцу Эльберету, с которым у юного послушника произошёл личностный конфликт. В Шильмисте Кеддерли принимал участие в стычках с орками, но после боя пытался исцелить раненных им же врагов, Эльберет же хладнокровно добивал их. Это, а также соперничество за расположение Даники, вызвало неприязнь между эльфом и клериком, отношения между ними потеплели только к концу войны. Кеддерли также не смог исполнить приказ и убить вражескую колдунью Дориген: он лишь отобрал у неё волшебные кольца и отпустил живой.
Юноша сыграл ключевую роль в борьбе эльфов с ордами гоблиноидов, неожиданно открыв в себе огромные способности. Прежде он считался посредственным клериком. Теперь же Кеддерли призвал к жизни древнее заклинание эльфийских друидов, о котором забыли сами эльфы, и вывел деревья на битву. Он неожиданно легко исцелил смертельно раненного волшебника, начал видеть духов мёртвых и волшебные существа начали слушаться его. Испугавшись своих способностей, Кеддерли оставил друзей и сбежал в Кэррадун. Читая священную книгу Денейра, Том Вселенской Гармонии, молодой клерик стал слышать вселенскую песнь своего бога и приобрёл ещё более чудесные (и пугающие его) способности: читать мысли других людей.
Кеддерли стал Избранным своего бога. Он пожертвовал частью своих жизненных сил чтобы воздвигнуть Храм Парящего Духа, сам превратившись на время в столетнего старца. Только к тридцати годам Кеддери вернулся к своему прежнему облику. После победы над своим отцом, Кеддерли живёт в Храме, иногда покидая его для борьбы со злом. Так, он помог наёмникам Джарлакслу и Энтрери уничтожить магический кристалл Креншинибон, угрожавший всем Королевствам.
После этого Кеддерли вновь появляется во время событий, знаменующих падение Пряжи Мистры. К нему, в Храм Парящего Духа, стекаются многие маги, жрецы, учёные, и все они пытаются понять причины этого великого катаклизма. Падение Пряжи пробудило и Яраскрика, и Креншинибон. Объединившись с Гефестусом, они нарекли себя Королём Призраком и возжелали мести Джарлакслу и, разумеется, Кеддерли. Были открыты врата на уровень Теней, и выползшие оттуда существа напали на Кэррадун, а также Ханалейсу и Тимберли, детей клерика, направлявшихся туда. Одновременно нить Пряжи поражает Кэтти-бри, после чего девушка невольно заражает этой же болезнью и Реджиса, а один из семи личей, составлявших Креншинибон, нападает на Джарлаксла и Атрогейта. Пути героев Мифрил-Халла и наёмников пересекаются, и они отправляются к Храму Парящего Духа.
В Кэррадуне к близнецам Кэддерли присоединяется их младший брат Рорик и Пайкел Валуноплечий. Они уходят в пещерные катакомбы из города. На Храм Парящего Духа нападают теневые ползуны, и Кеддерли использует новую силу, полученную от меняющегося бога. Также Кеддерли начинает догадываться, что его бог объединился с «Метатекстом» — произведением, призванным разгадать загадку Пряжи.
Даника отправляется на поиски детей, а чудовища вновь нападают на Храм. Впоследствии оборону Храма дополняют и Дзирт, Джарлаксл, Бренор, Пуэнт и Атрогейт; Даника возвращается вместе с ними, уверенная, что Айвен погиб в короткой стычке с Королём Призраков.
Трое детей и Пайкел ведут выживших по туннелям в горы, попутно сражаясь с монстрами.
Яраскрик проигрывает в споре Креншинибону и Гефестусу, которые стали единым целым — не было границы между драконом и Хрустальным Осколком. Боясь полного уничтожения, Яраскрик обращается к псионику, которым оказывается Киммуриэль Облодра. Заместитель сообщил Джарлакслу обо всем, что ему рассказал иллитид в обмен на портал на Астральный Уровень. Джарлаксл просит Киммуриэля и Бреган Д’Эрт расчистить путь в горах для жителей Кэррадуна. Киммуриэль соглашается.
Кэтти-бри, которую привезли в Храм Парящего Духа, лучше не становится. Часть тех, кто был в Храме, погибла в сражениях, часть покинула строение, но им не удалось добраться до разрушенного города.
Люди наконец выбираются из пещер, и с ними оказывается Айвен — в ключевой момент он провалился в щель и после упорного движения вперёд присоединяется под землёй к брату и своим названым племянникам. Они направляются к Храму. Ещё не зная этого, навстречу им выходит Даника.
Драколич нападает неожиданно, но Кеддерли использует свою новую силу, заряжая ею мечи Дзирта, который видит в мёртвом драконе источник своего горя, и в решающий момент драколич испаряется. Он отправился на Теневой Уровень залечивать раны.
К новому нападению герои подготовились основательно. Несмотря на армию ползунов и других монстров, они сражаются с Королём Призраков. Когда тот, имея огромные раны снаружи и внутри, опять сбегает, Кеддерли жертвует собой, при помощи копии подвески Реджиса проникая через Кэтти-бри на Уровень Теней. Финальная битва проходит там, и в итоге Кеддерли становится новым Королём Призраков.
Вернувшись, он уже не является прежним клериком. Он лишь дух, привязанный к этому месту. Храм Парящего Духа становится лишь грудой обломков былого величия.
Даника, вернувшаяся с детьми, не может поверить, что Кеддерли больше нет в этом мире. Он существует между двух Уровней, видимый ночью и невидимый днём, при свете солнца. Проведя несколько дней там, они убеждаются, что клерик не вернётся к ним, и покидают это место, которое стало тюрьмой для дракона, если он внезапно вернётся на Первый Материальный Уровень, и которое защищено от оставшихся в лесу монстров.
Даника с детьми уходит вместе с Дзиртом и Бренором, Джарлаксл идёт с ними.
«Той ночью сгорбленный и смирившийся Король Призраков Кеддерли снова обходил вокруг Храма Парящего Духа.
И так каждую ночь, во веки веков.»

## В играх
Кеддерли появляется в игре Baldur's Gate в городе Кэндлкип, ближе к финалу.

## В книгах
- Серия «Клерик»:
  - «Гимн» (1991)
  - «В тени лесов» (1992)
  - «Ночные маски» (1992)
  - «Павшая крепость» (1993)
  - «Проклятие хаоса» (1994)
- «Путь к рассвету» (1996)
- «Бесшумный клинок» (1998)
- «Служитель кристалла» (2000)
- «Король Призраков» (2010)